# Natuurpark Serra Calderona

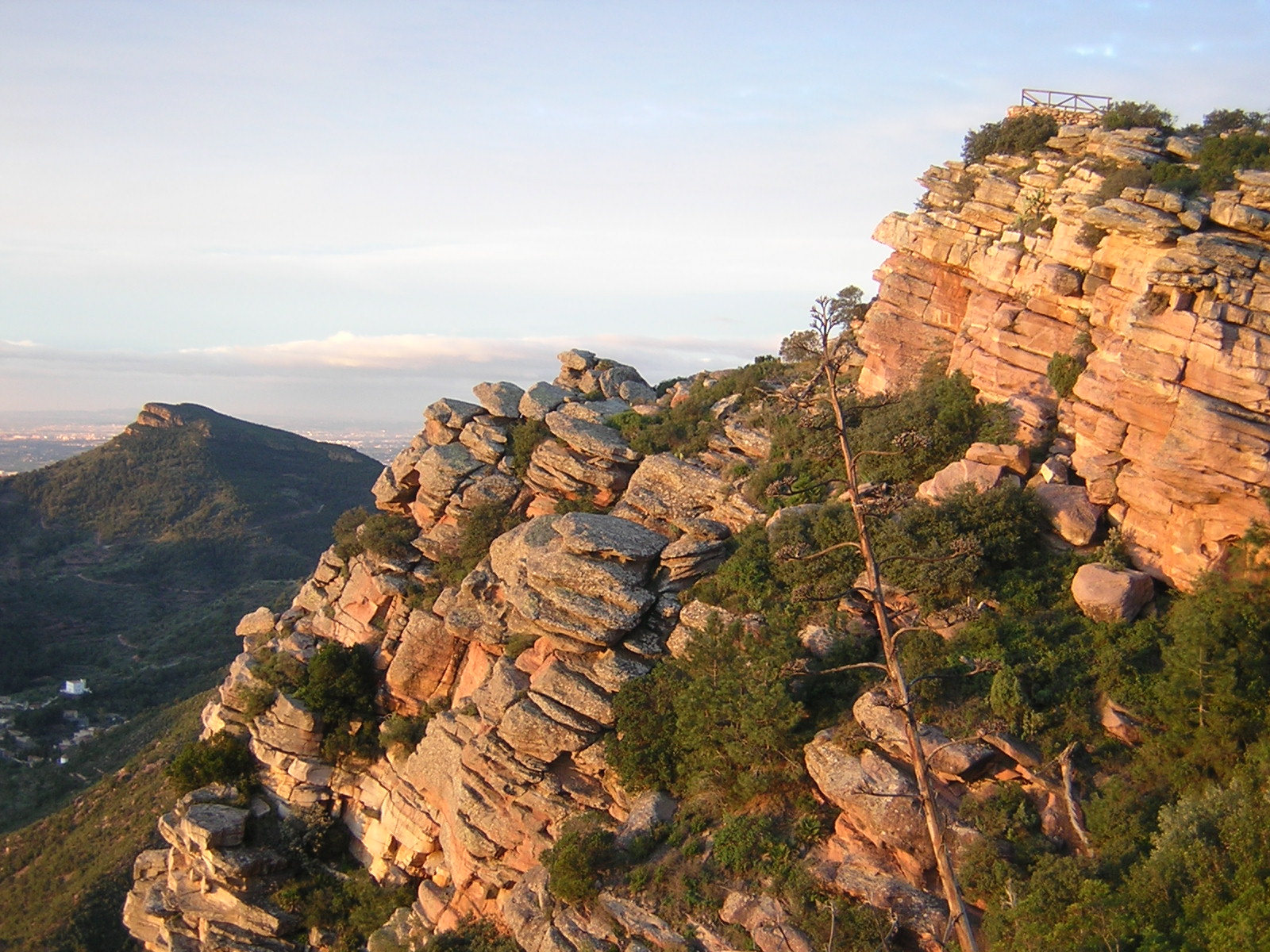

Het Natuurpark Serra Calderona (Valenciaans: Parc Natural de la Serra Calderona/Spaans: Parque natural de la Sierra Calderona) is een natuurpark in de regio Valencia in Spanje. Het natuurpark werd opgericht in 2002 en is 18019 hectare groot. Het natuurpark omvat gebergte met bossen van Aleppoden.